# M/F Kong Frederik IX
M/F Kong Frederik IX blev søsat den 19. august 1954 fra Helsingør Skibsværft og Maskinbyggeri som verdens dengang største færge. Det var en kombineret jernbane-, bil- og passagerfærge med i alt 3 jernbanespor af i alt 257,5 meter spor på vogndækket og med plads til 115 personbiler. Færgen havde saloner, cafeteria samt indkøbsforretning, der i de perioder hvor den var indsat på rute til Tyskland fungerede som et toldfrit marked.
Færgen blev sat i rutefart den 18. december 1954 på Gedser-Grossenbrode og var på ruten i næsten 10 år frem til den 13. maj 1963. Fra den 14. maj 1963 var den indsat på ruten Rødby-Puttgarden indtil efteråret 1968. Den fungerede i periodisk fart som DSB-færge på "Hurtigruten" Kalundborg-Århus mellem 1975 og 1996, samt Greena-Hundested i 1994 og periodisk som storebæltsfærge Halsskov-Knudshoved mellem 1970-1996.
Det var færgen, der den 14. maj 1963 indledte ruten Rødby-Puttgarden for første gang. 
M/F Kong Frederik IX skulle egentlig have været endt som et museumsskib i Nyborg, men blev alligevel ophugget i Indien i 2005 efter 51 års tjeneste. Ifølge tidligere kaptajn Niels Arendal Jensen, var færgen sødygtig til det sidste. Ophugningen medførte politisk indgreb og flere politianmeldelser.

## Data

### Hoveddimensioner
- Længde over alt: 114,25 meter
- Bredde: 17,70 meter
- Dybgang: 4,50 meter
- Bruttotonnage: 4.084 BRT
- Nettotonnage: 1.840 NRT
- Dødvægtstonnage: 1.336 TDW

### Diverse data
- Hovedmaskineri: 2 stk. HV/B&W 1050 VF 90.
- Total fremdrivnings-effekt: 9.200 HK.
- Maksimal hastighed: 16 knob (ca. 30 km/t)

### Lastekapacitet
- Togspor: 3 stk. af sammenlagt 257,5 meter.
- Automobiler: 115 stk.

### Passagerer
- Passagerpladser: 1.200 på Østersøen og 1.500 på Storebælt.

## Den sidste tid

### Museumsskib
På den afdøde Kong Frederik IX fødselsdag den 11. marts 1997 blev færgen overdraget gratis af ejeren Scandlines til Danmarks Færgemuseum i Korsør ved Mogens Nørgaard Olsen. Færgen blev omdannet til museum ved hjælp af frivillige, bl.a. dens fhv. kaptajn Niels Arendal Jensen. Under åbningen af Storebæltsbroen, havde færgen den rolle, at den frivillige kaptajn Arendal Jensen skulle sejle den hen under den nye bro og brøle med hornet, når et orkester på land var færdig med at spille for bl.a. Dronningen. Efterfølgende lå "kongen" som museumsskib i Nyborg Havn, hvor besøgende kunne komme rundt og se på den gamle færge.
Den 10. marts 1999 lagde museumsfærgen til i København, hvor "kongen" lå i 10 dage ved Amaliehaven i anledning af Kong Frederik IX´s 100 års fødselsdag. Foreningen havde sørget for at medbringe en restauratør ombord samt mad og drikke, men på grund af dårlig pressehåndtering i den lille frivillige forening, blev besøget desværre en kæmpe fiasko med meget få besøg.
Da det var dyrt at have registreret færgen som passagerskib, måtte foreningen omregistrere til fragt. Det medførte den ulempe, at der kun måtte være 12 personer ombord på museumsfærgen af gangen. En anden udfordring var den store mængde olie det krævede, at opvarme færgen.

### Flyvende farmor og reklamefærge
Den 3. august 1999 blev færgen chartret af et filmhold, der skulle optage en scene til den danske film Flyvende farmor (2001) ombord på en storebæltsfærge med Peter Belli som kaptajn. Niels Arendal Jensen var færgens reelle kaptajn bag kameraet og måtte sejle færgen ind og ud af det gamle færgeleje ved Halsskov adskillige gange, før filmholdet var tilfredse med optagelserne af anløbet.
Den 7. maj 2001 gik foreningen Danmarks Færgemuseum i betalingsstandsning, men kort tid efter blev færgen chartret af det franske teleselskab Orange, der skulle bruge den til at sejle rundt og promovere deres produkter i store danske havnebyer, herunder København, Odense, Aarhus og Aalborg. Alligevel ender foreningen med at gå konkurs.

### Konkurs
Den 16. oktober 2002 blev færgen solgt af konkursboet til den kinesiske forretningsmand Hou-Chi Ho bosiddende i Gentofte. Han udtalte om planerne, at færgen skulle slæbes til Polen og indrettes til restaurationsskib, hvorefter den skulle til Kina.
I november 2002 forsøgte Kulturministeriet at købe færgen tilbage til danske interesser, men det mislykkedes, da ingen ville støtte økonomisk.
Den 6. marts 2003 sælges færgen til Rib Investments i Nicosia på Cypern.
I april 2003 sælges færgen igen til danske investorer i selskabet "MF Kong Frederik IX A/S" med direktør Tommy Rossbach Kofod. Den 14. april 2003 blev færgen bugseret fra Nyborg til Halsskov. Selskabet vil indrette den til oplevelsescenter.
I 2005 droppes planerne endeligt og færgen sælges til Jupiter Ship Management. Den 16. marts 2005 afsejler "kongen" for sidste gang fra Halsskov, men må anløbe Limassol og ligge til i 5 døgn af juridiske årsager og uenigheder om ejerskabet.

### Skrottet
Kongen bliver omdøbt til "Ricky" og forlader Limassol om natten. Den 22. april 2005 ankommer "Ricky" til Alang i Indien og bliver straks solgt til et selskab kaldet Shreeji Shipping Agency. De danske myndigheder nægtede at give tilladelse til skrotningen, da færgen indeholdte store mængder asbest, men den 11. juli 2005 giver de indiske myndigheder grønt lys til Shreeji Shipping Agency og færgen skrottes på strandkanten i Alang, hvor den bliver skåret op med skærebrændere og forsvinder.

### Politisager
Hou-Chi Ho har været anmeldt til politiet, fordi han var mistænkt for at sælge falske anparter i færgen. Da en politisk arbejdsgruppe forsøgte at købe færgen tilbage af Hou-Chi Ho oplyste hans advokat Ivar Hviid, der også solgte færgen til Hou-Chi Ho fra konkursboet for 900.000 kroner, at den nye pris Hou ville have var så helt henne i vejret, at de ikke engang ville oplyse prisen. Det kom frem, at han ville have to millioner kroner for at sælge færgen. I 2005 blev bestyrelsesformand Thomas Berg fra det selskab, der solgte færgen til Jupiter, meldt til politiet. Købsprisen viste sig at have været 4,5 millioner kroner. Det skal ses i lyset af, at Scandlines overdrog færgen gratis og at konkursboet fra foreningen solgte færgen for bare 900.000 kroner.

## Ejere
1. DSB Rederi (1954-1997)
2. Scandlines (1997)
3. Danmarks Færgemuseum (1997-2002)
4. Hou-Chi Ho (2002-2003)
5. RIB Investments (2003)
6. Kong Frederik IX A/S (2003-2005)
7. Jupiter Shipmanagement (2005)
8. Shreeji Shipping Agency (2005)